# Семибратово (станция)
Семибра́тово — узловая железнодорожная станция Ярославского региона Северной железной дороги, расположенная в посёлке городского типа Семибратово Ярославской области.
На станции имеются 2 платформы: боковая и островная, касса для продажи билетов на пригородные поезда.
От станции отходит ветка в Гаврилов-Ям, используемая, в основном, для грузового движения. Пригородный поезд был отменён в 2003 году.
На станции останавливаются все электропоезда, идущие в Ростов, Рязанцево, Александров и Ярославль.